# Castello di Torricella
Il Castello la Torricella, detto anche Castello della Torricella o Castel Cugini, è un edificio che si trova a Ventoso, nel comune di Scandiano, in provincia di Reggio Emilia.

## Storia
Nonostante vi siano notizie di una struttura in quella zona nei registri di Reggio Emilia databili intorno al 1100, il castello medievale è stato costruito intorno agli anni Venti del Trecento, dai Da Fogliano. Il castello compare nelle cronache di Reggio Emilia dell'anno 1341, quando i Gonzaga, signori della città, occuparono e devastarono i castelli e le terre dei loro nemici Da Fogliano, tra cui anche la Torricella.
Nel 1354, Giberto Da Fogliano occupò il castello, togliendolo a suo cugino Ugolino di Guido Savina da Fogliano. Ritornò poco dopo sotto il dominio di Ugolino e dopo la sua morte passò ai figli Guido, Adoardo e Antonio.
Nel 1423, il marchese Niccolò III d'Este investì Feltrino Boiardo dei castelli di Gesso di Malapresa e di Torricella, insieme con le rocche e le terre di Scandiano e Arceto. Nel 1446 è documentata la costruzione del palazzo del castello di Torricella ad opera di Feltrino Boiardo, dove la tradizione vuole che il nipote Matteo Maria Boiardo abbia composto gran parte del suo celebre poema cavalleresco Orlando Innamorato.
L'antico castello feudale era cinto di mura diroccate al cui interno si trovavano tre piccole abitazioni. L'antica torre in sasso constava di tre ambienti, l'uno sovrapposto all'altro: il primo ad uso di scuderia, gli altri due utilizzati come camere. Nel novembre 1863, il Comune di Scandiano vendette quello che restava alla Contessa Vittoria Rangone Testi, moglie dell'Avvocato Prospero Cugini, che ne affidò la ristrutturazione all'architetto reggiano Pietro Marchelli. Nel 1872, la contessa volle anche aggiungere alla costruzione il piccolo oratorio con il proposito di farne la propria sepoltura; da allora esso viene utilizzato per ospitare le spoglie dei proprietari del castello.

## Struttura
L'attuale complesso edilizio, tutto circondato di mura, è composto dalla porta o torre d'ingresso, dall'antico corpo di guardia, da un rustico ottocentesco adibito a scuderia e fienile, dalla torre medievale e dall'oratorio che serve da cappella funeraria della nobile famiglia Cugini.

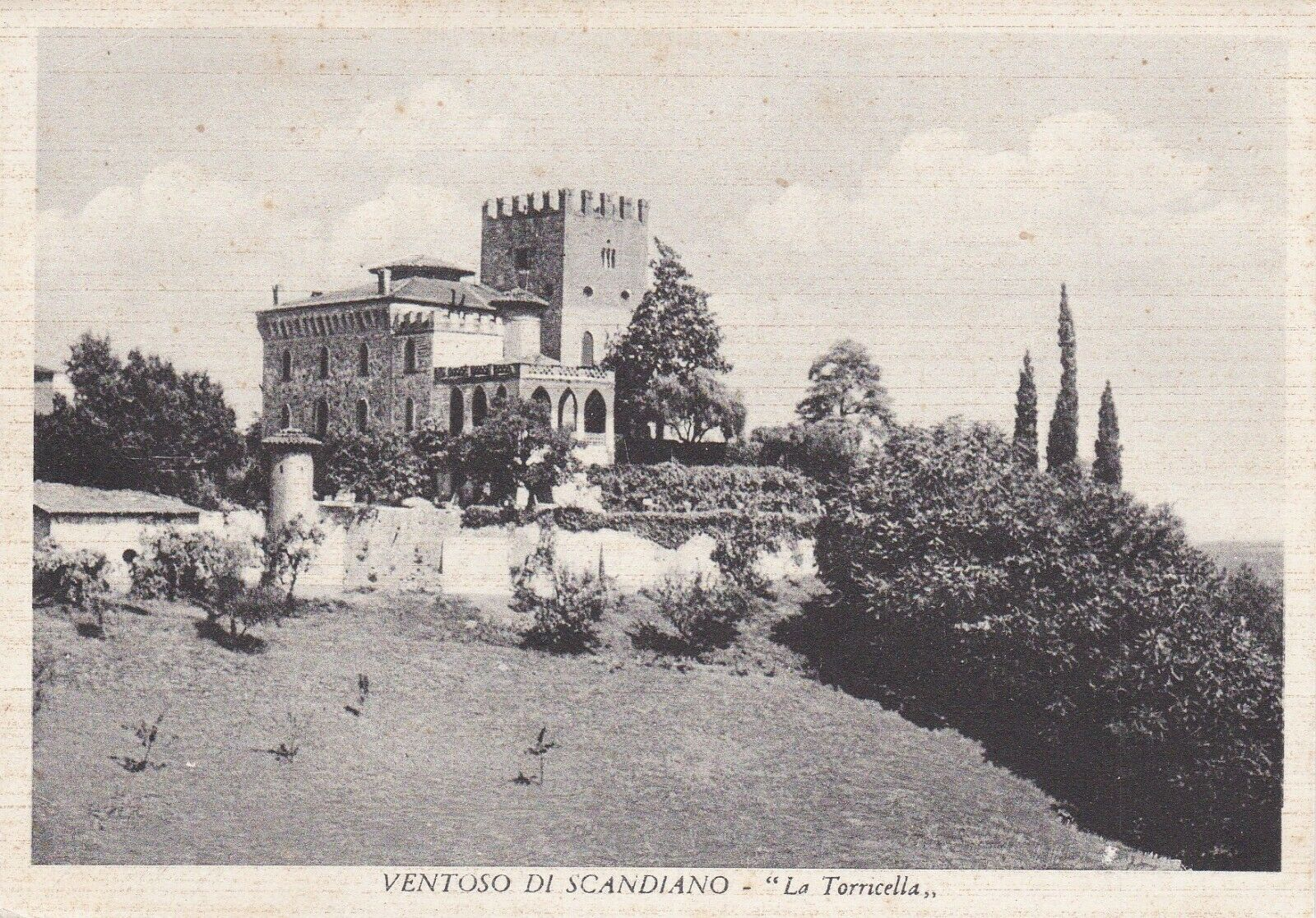
Il castello in una cartolina d'epoca.

L’accesso è posto sul lato ovest. Vi sono ancora le due aperture originali: una maggiore per i carri e una più piccola per i pedoni. Entrambe erano anticamente dotate di un ponte levatoio. A lato sorge l'antico corpo di guardia, restaurato nei primi del Novecento. Il nucleo principale è costituito dalla villa di forma quadrangolare, costruita su due livelli, più un sottotetto e un’altana centrale.
L'edificio, terminato nel 1865 con forme neogotiche, ha il paramento in pietra, finestre ogivali ed un alto cornicione a finti beccatelli. A questo si collega, ad est, un corpo più basso, con paramento in mattoni a vista, sormontato da una loggia con un portico a tre luci in stile neogotico, alle cui spalle è posta una torretta circolare che nasconde un vano scale di servizio.
Al primo piano, o piano nobile, il corpo della villa è collegato all'antica torre, unico elemento superstite delle costruzioni che sorgevano in origine nella parte centrale del castello. Un restauro ottocentesco ha trasformato il castello in una villa a pianta quadrangolare. La decorazione degli ambienti è sobria e misurata e presenta gli stemmi delle famiglie imparentate con i Cugini, gli attuali proprietari della struttura.